# Tomáš Špidlík
Tomáš Josef Špidlík, SJ (Boskovice, 17. prosinca 1919. - Rim, 16. travnja 2010.) bio je češki katolički prelat i teolog. Papa Ivan Pavao II. imenovao ga je kardinalom 2003. godine. Bio je član isusovaca.
Špidlík je održao meditaciju 2005. godine prvog dana papinske konklave, neposredno prije prvog glasovanja. Zbog dobi nije imao pravo sudjelovati u glasanju.